# Połomień
Połomień (lit. Palomenė) – wieś na Litwie, w okręgu kowieńskim, w rejonie koszedarskim. Przez wieś przepływa rzeka Łomiana (lit. Lomena). Według danych z 2021 liczba mieszkańców wsi wynosi 242.
W miejscowości znajduje się poczta, punkt medyczny, szkoła podstawowa, dom kultury i biblioteka.
Pierwsze wzmianka o wsi pochodzi z XVIII wieku. W 1915 w Połomieniu został wybudowany drewniany kościół pod wezwaniem św. Michała Archanioła. W 2009 został ustanowiony herb wsi.